# Ingá (Niterói)
Ingá é um bairro residencial da Zona Sul do município de Niterói, no Grande Rio. Tem como bairros limítrofes o Centro, São Domingos, Icaraí, Morro do Estado e Boa Viagem, e é banhado pela Baía de Guanabara.

## História
No passado, antes da fusão entre os estados do Rio de Janeiro e Guanabara, o bairro era a sede do poder estadual.
No Ingá, encontram-se importantes centros de cultura, como o Museu do Ingá, localizado na Rua Presidente Pedreira, o Museu Antônio Parreiras, localizado na Rua Tiradentes, e o Centro Cultural da Cidadania e da Economia Criativa, o Macquinho, vinculado ao Museu de Arte Contemporânea (MAC) O bairro recebeu este nome devido ao frondoso Ingá que existia nos primórdios da ocupação do bairro na atual Rua Tiradentes (outrora rua do Ingá).

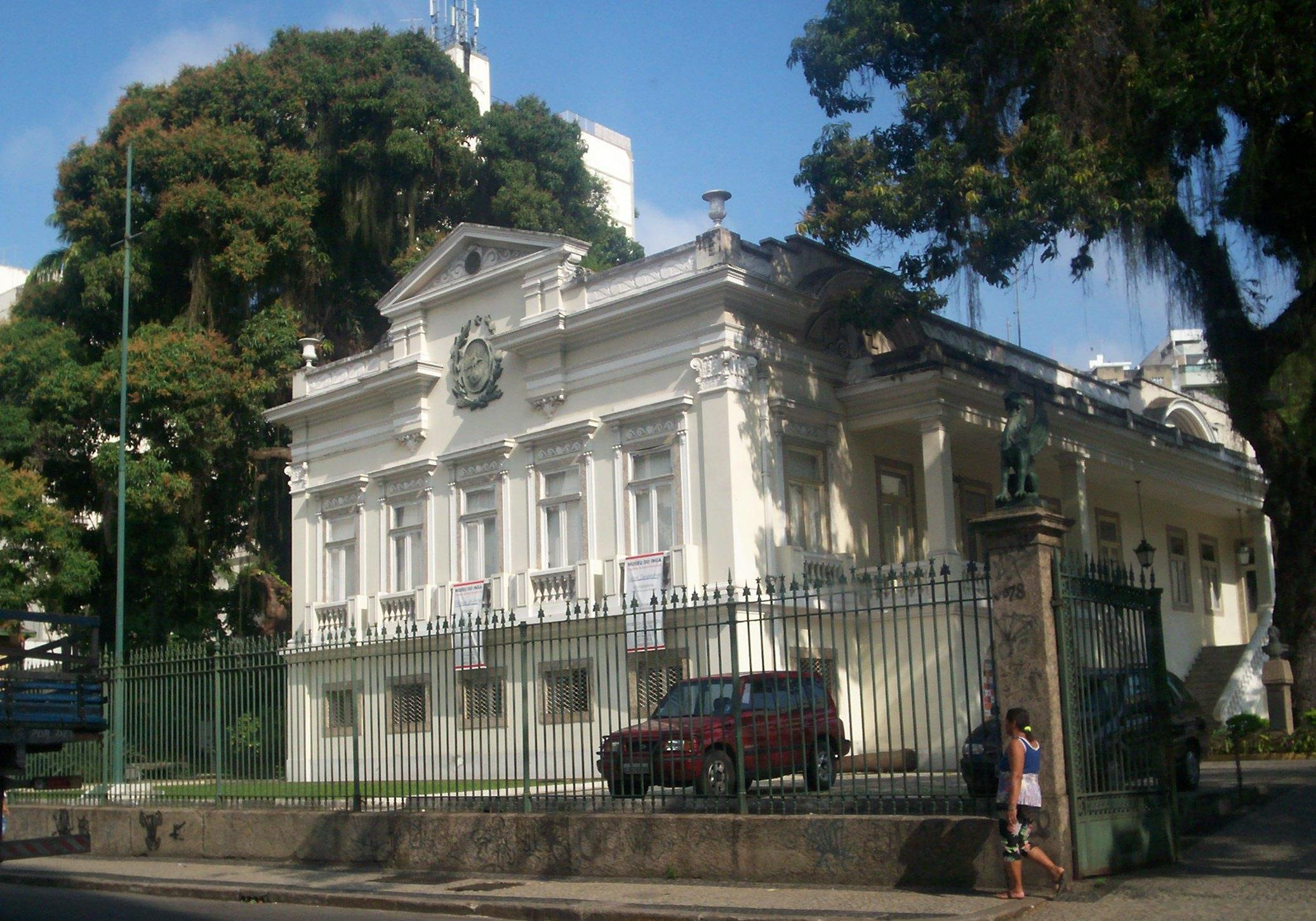
Museu do Ingá

O comércio local, antes pouco diversificado, conta atualmente com muitos serviços. Existem farmácias, supermercados, salão de cabeleireiros, academias, restaurantes, alguns ateliês e comércio de rua. O bairro conta com um hospital (Hospital Geral do Ingá) e alguns hotéis, entre eles o H Niterói, de 4 estrelas.

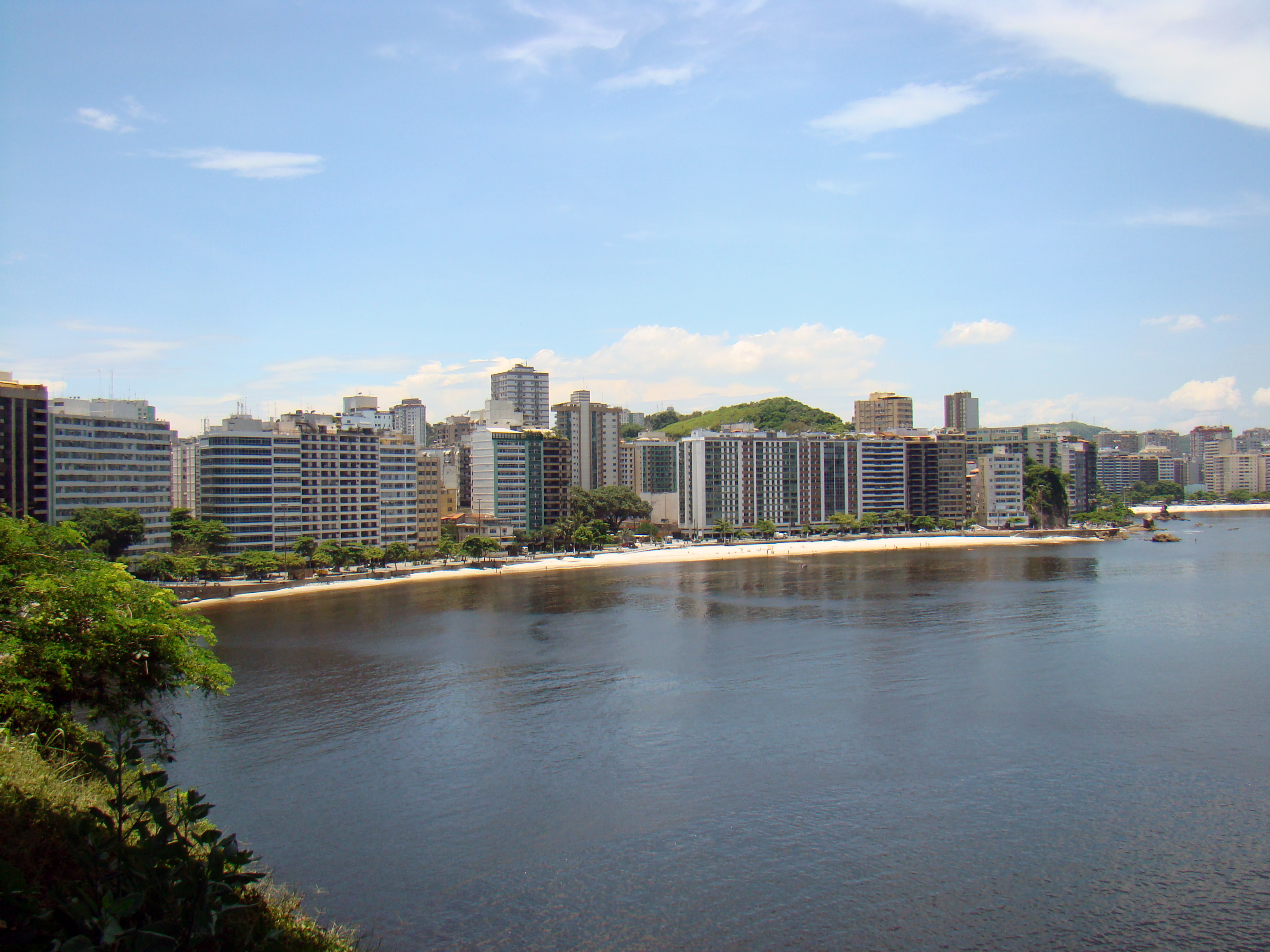
Praia das Flechas

O bairro abriga a Faculdade de Direito da Universidade Federal Fluminense (UFF). Por estar muito próximo de outras instituições de ensino, a população do bairro também é composta por estudantes universitários que vêem de outras regiões.
As principais vias do bairro são a Paulo Alves, Presidente Pedreira, Rua Tiradentes, Rua São Sebastião e Fagundes Varela as duas últimas limítrofe com o Centro da cidade e Icaraí respectivamente. Além dessas, a rua da Praia das Flechas, João Caetano, e as ruas Doutor Nilo Peçanha e Pereira Nunes são outras ruas importantes do bairro. A comunidade do Morro do Palácio está situada no bairro com acesso pela Rua Presidente Pedreira.
A situação atual do bairro tende à verticalização. Casarões antigos estão sendo derrubados para a construção de prédios residenciais direcionados, principalmente, para a classe média alta, atraída pela localização do bairro, que está próximo ao mar, ao Centro de Niterói e tem fácil acesso ao Centro do Rio.